# Schloss Eicks

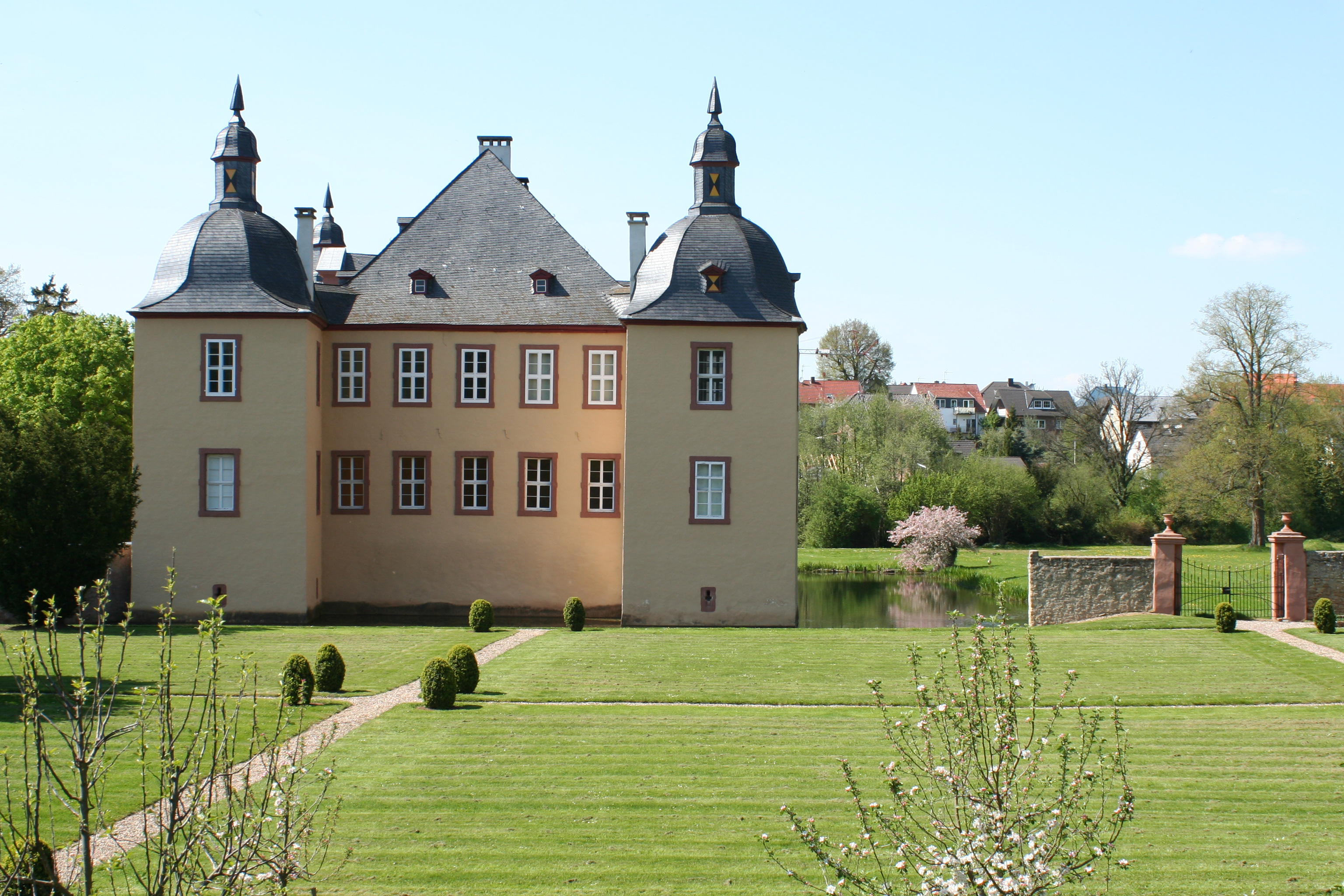
Südost-Fassade des Herrenhauses

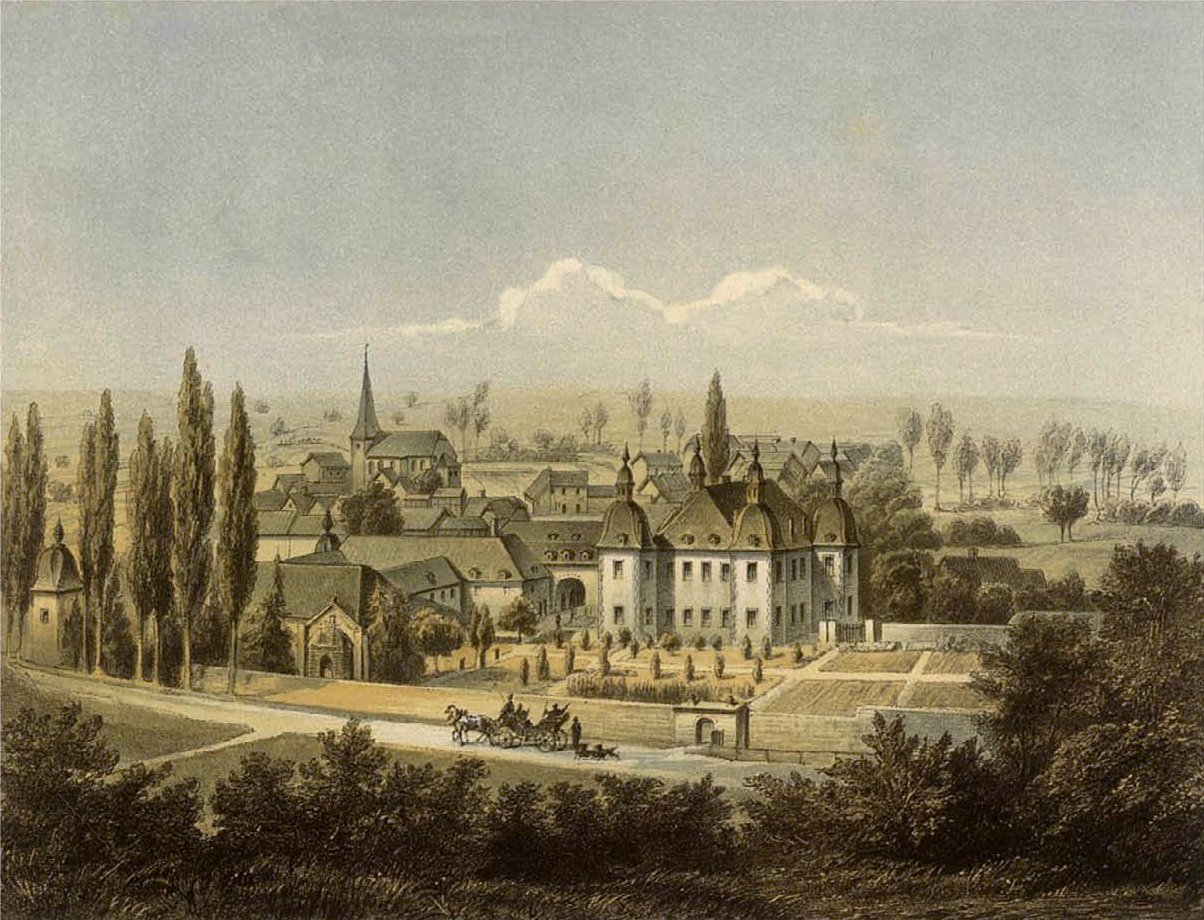
Schloss Eicks um 1860, Sammlung Alexander Duncker

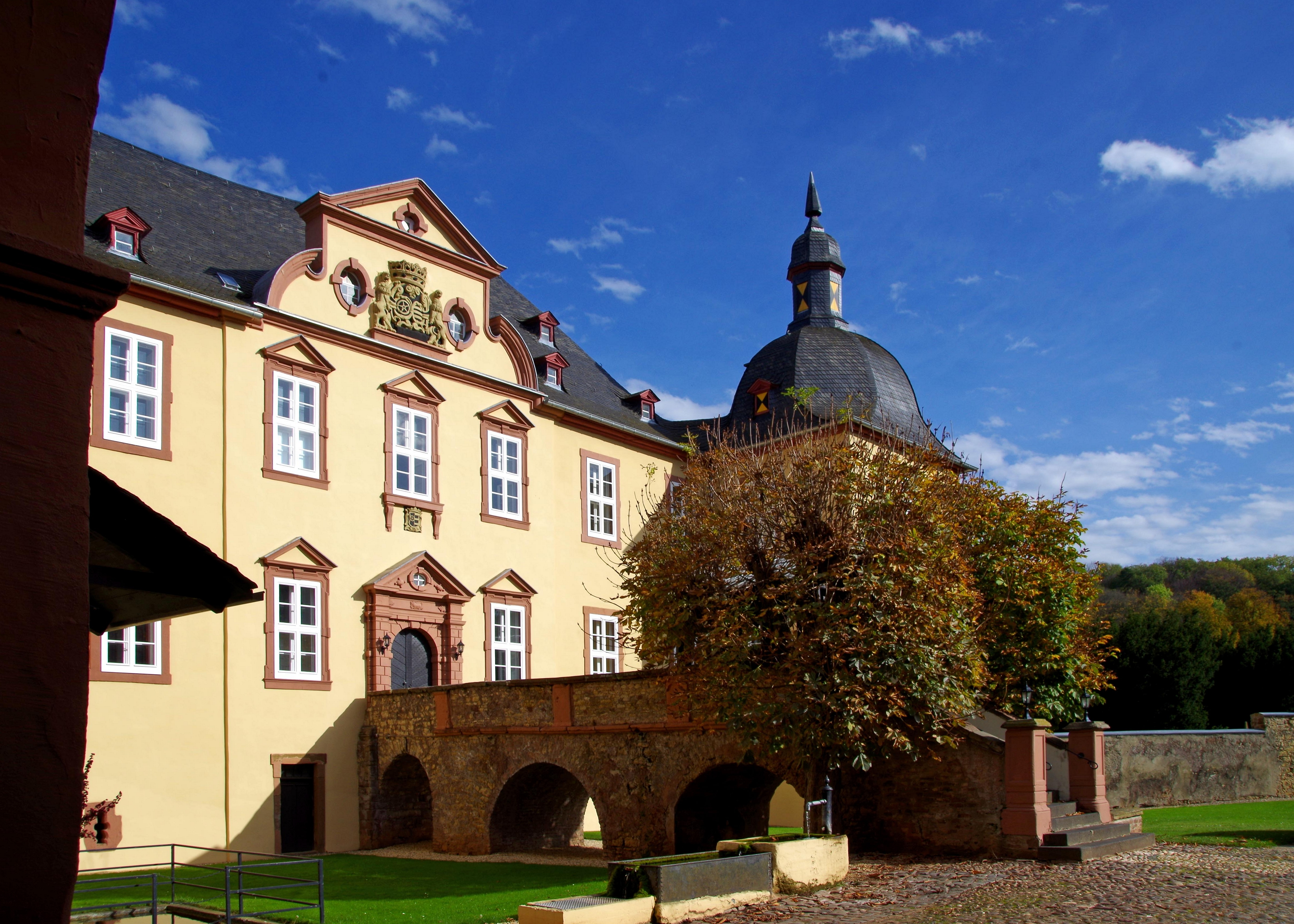
Schloss Eicks, Schlossportal mit repräsentativer Giebelfront

Schloss Eicks ist ein spätbarockes Wasserschloss im Mechernicher Stadtteil Eicks im Kreis Euskirchen, Nordrhein-Westfalen.

## Geschichte
Die Herrschaft Eicks wurde 1344 erstmals erwähnt. An Stelle des heutigen Schlosses bestand im Mittelalter ein burgartiger Fronhof. Johann von Eicks war damals Herr über einen Teil von Eicks mit eigener Gerichtsbarkeit. 1365 wurde die Wasserburg teilweise zerstört.
Nach Aussterben des Grafengeschlechts Eicks wechselte die Burg durch Erbteilung und Verkauf häufig ihre Besitzer.
Im 16. Jahrhundert erwarb Jürgen von Syberg-Wischlingen das Gelände. 1680 erbaute Hermann Dietrich von Syberg mit seiner Gemahlin Anna Freiin von Pallandt, Erbin des Hauses zu Wildenburg und Wachendorf, die heute noch bestehende Schlossanlage unter Verwendung der noch brauchbaren mittelalterlichen Teile. Die Arbeiten fanden 1697 ihren Abschluss. Ab 1701 kam Eicks erstmals unter die Lehenshoheit der Grafen zu Manderscheid-Blankenheim. 1794 floh die letzte Lehnsherrin Augusta Gräfin von Sternberg-Manderscheid nach Prag, Schloss und Ländereien verblieben in Privatbesitz. Wenige Jahre zuvor, 1786, war das neue Torhaus errichtet worden.

## Beschreibung
Es handelt sich um eine zweiteilige Anlage mit einer turmbewehrten dreiflügeligen Vorburg und einem gesonderten Herrenhaus. Dieses hat den Grundriss eines schiefen Rechtecks mit vier vorstehenden Ecktürmen.
Ein Allianzwappen für Hermann Dietrich von Syberg-Eicks, kurpfälzischer Kämmerer und Geheimrat, herzoglich-jülichscher Hofmarschall, Oberamtmann von Münstereifel, Direktor der jülicher Ritterschaft, und seine Frau, Anna Franziska Johanna von Pallandt zu Wachendorf und Wildenburg, ist jeweils einmal im Giebel über der Hauptfassade des Herrenhauses und einmal über der östlichen Tordurchfahrt in die Vorburg zu sehen. Die von Syberg führen in Schwarz ein goldenes, fünfspeichiges Wagenrad. Das Prunkwappen im Giebel des Herrenhauses ist mit Rangkrone und Löwen als Schildhaltern ausgestattet. Ein Ehewappen für Clemens August Freiherr von Syberg-Eicks, kurpfälzischer Kämmerer und Geheimrat, königlich preußischer Landrat des Kreises Gemünd, danach geheimer Regierungsrat, Direktor des Unterherrentages, Ritter des Roten-Adler-Ordens zweiter Klasse, und seine Frau, Sophia Franziska Freiin von Bottlenberg, genannt Schirp, Erbtochter vom Hause Scheppen und Luntenbeck, Erbin von Haus Scheppen und Haus Witten, ist über dem auf 1786 datierten Torbau angebracht. Ein Allianzwappen für Ferdinand Adolf Alexander Anton von Syberg-Eicks, kurpfälzischer Kämmerer und Geheimrat, Oberamtmann von Münstereifel und Tomberg, und seine Frau, Adriana Carolina von Harff zu Drimborn, ist auf dem Sockel der Nepomuk-Figur auf der Brücke über den Bruchbach angebracht, die den Ort Eicks mit dem Schloss verbindet, datiert auf 1736.
Der Barockgarten mit seinen geometrisch angelegten Wegen, die mit Buchsbaum eingefasst sind, ist von außerhalb über den Wassergraben hinweg zu sehen.

## Heutige Nutzung
Das Schloss ist seit über 500 Jahren im Besitz der von Syberg. Es wird heute noch von Nachfahren der Familie bewohnt. Für Veranstaltungen werden Teile vermietet.
Die ehemalige Zehntscheune wurde 2000 restauriert und ist zu einem Café umfunktioniert.